# Metrocab
Metrocab – obecnie niedziałające brytyjskie przedsiębiorstwo zajmujące się produkcją taksówek. 

## Historia
W 1987 roku brytyjskie przedsiębiorstwo Metro Cammell Weymann zaprezentowało swoją nową taksówkę MCW Metrocab. Dwa lata później, w 1989 prawa do produkcji pojazdu nabył Reliant, tworząc jednocześnie firmę Metrocab i przenosząc produkcję do Tamworth.
W 1991 roku Metrocab został odkupiony przez przedsiębiorstwo Hooper Group, zajmujące się produkcją nadwozi samochodowych.
W 2000 roku zaprezentowano nowy model – Metrocab TTT, a pod koniec roku Metrocab zbankrutował.
W 2001 roku firmę wykupił koncern KamKorp, jednak w 2003 roku produkcję wstrzymano na czternaście miesięcy, by wznowić ją na początku 2005 roku.
Produkcja ostatecznie zakończyła się w kwietniu 2006 roku.

## Pojazdy

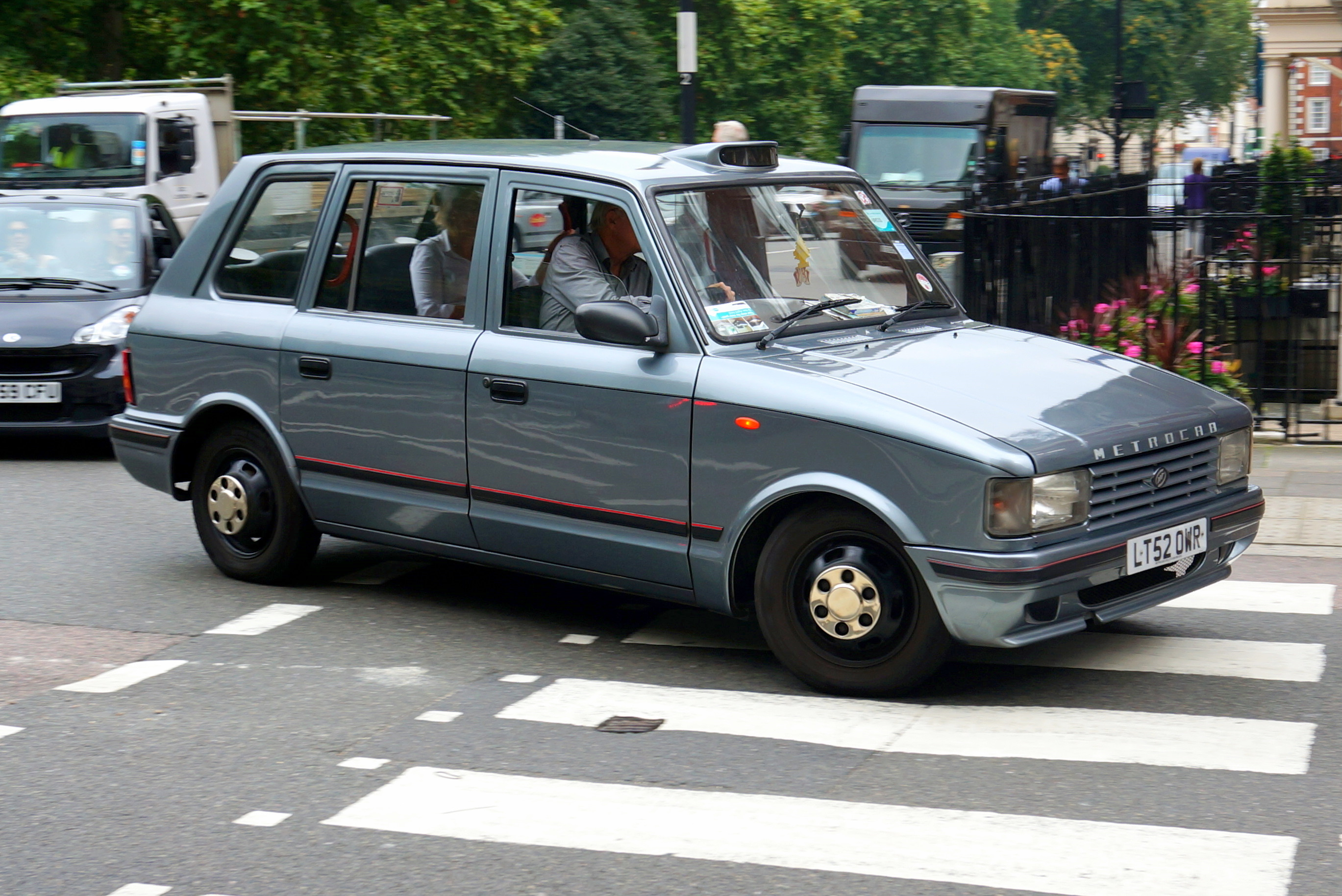
Metrocab TTT

- MCW Metrocab
- Metrocab TTT